# Sarah Wells
Sarah Wells, född 10 november 1989, är en friidrottare från Kanada. Hon deltog vid olympiska sommarspelen 2012.